# بيتر أوير
بيتر أوير (بالألمانية: Peter Auer)‏ هو لغوي ألماني، ولد في 1954.